# 龙卡
龙卡（義大利語：Roncà），是意大利威尼托大区维罗纳省的一个市镇。总面积18.22平方公里，人口3732人，人口密度204.8人/平方公里（2009年）。国家统计（ISTAT）代码为023063。

## 友好城市
- 德国瓦肯海姆 2000年